# Ferdynand Pinck
Ferdynand Pinck (ur. 1761 prawdopodobnie w Wiedniu, zm. 1797) – polski malarz pejzażysta.

## Życiorys
Syn Franciszka, nadwornego rzeźbiarza króla Stanisława Augusta Poniatowskiego. Studiował w latach 1780–1785 na Akademii Sztuk Pięknych w Paryżu, a także w Rzymie jako stypendysta króla Stanisława Augusta. Potem był nauczycielem w Malarni Królewskiej w Warszawie. Zmarł w młodym wieku zostawiając po sobie kilka obrazów w galerii wilanowskiej, w Królikarni i w Nieborowie, a także m.in. wykonane w latach 1795–1796 na polecenie króla rysowane piórkiem kopie sztychów „Attitudes de Milady Hamilton” obrazujące tańce metresy admirała Horatio Nelsona, znanej ze swej urody Emmy Hamilton.